# Međunarodni praznik rada
Međunarodni praznik rada obilježava se kao spomen na velike radničke prosvjede održane u Chicagu dana 1. svibnja 1886. godine, kada je u sukobima s policijom poginulo više radnika, a osmero je radnika osuđeno na smrt.

## Povijest
Cijelo 19. stoljeće bilo je obilježeno bezdušnim iskorištavanjem radnika. Niske nadnice i višesatni dnevni rad, od 12, čak i 18 sati za odrasle pa i djecu, iscrpljivao je ljude koji su u svim zemljama razvijenog kapitalizma štrajkovima zahtijevali dostojnije uvjete rada i života. Štrajkaški pokreti doživjeli su najveći zamah u SAD-u.
Dana 1. svibnja 1886. godine u Chicagu je prosvjedovalo oko 40.000 radnika ističući zahtjeve simbolizirane u 3 osmice: 8 sati rada, 8 sati odmora i 8 sati kulturnog obrazovanja. Policija je intervenirala oružjem i ubila šest, a ranila oko 50 radnika. Mnogo je prosvjednika uhićeno, a vođe štrajka izvedeni su pred sud. Petero ih je osuđeno na smrt, a trojica na dugogodišnju robiju.
U spomen na krvoproliće u Chicagu, na 1. kongresu Druge internacionale 1889. godine odlučeno je da će se 1. svibnja svake godine održavati radničke prosvjede. Već od sljedeće 1890. godine taj datum postaje međunarodnim danom opće solidarnosti radništva. I u Hrvatskoj praznik rada počeo se slaviti 1890. godine. Hrvatski radnici istaknuli su zahtjeve u znaku tri osmice. Zagrebački su radnici kao uvod u proslavu te godine održali niz štrajkova i skupova. U zgradi Hrvatskoga doma, kako su pisale Narodne novine, govornici su na velikoj radničkoj skupštini pred 1000 radnika naglašavali: "Mi smo za rad, ali hoćemo živjeti kao ljudi".
Tijekom sljedećih godina radnici su u zapadnim zemljama, uz posredovanje sindikata i sporazumijevanje s poslodavcima, odnosno državom, postigli zapažene uspjehe u borbi za svoja prava pa su s vremenom smirene socijalne tenzije. U istočnim zemljama radnički su pokreti nadzirani od boljševičkih, odnosno komunističkih partija, koje su formalno zagovarale socijalnu pravdu, ali su radnici još više bili izrabljivani nego na Zapadu. Niske nadnice, prisilni i produžen rad zbog navodnih državnih interesa, uz strogo dirigirane sindikate, bile su osnovne značajke demokracije i svakog radničkog samoorganiziranja u tim zemljama.
  

U Jutarnjem listu 1. svibnja 1913. godine o proslavi Praznika rada piše: 
S vremenom su i proslave praznika rada pretvorene u velebne državne priredbe i mimohode kojima je svijetu trebalo pokazati kako radnička klasa daje punu potporu državno-partijskim birokratiziranim strukturama. Težnje za promjenom i boljim socijalnim statusom suzbijane su državnom prisilom pa čak i tenkovima. Potpunu degradaciju praznik rada doživio je uključenjem vojnih parada u proslave čime se i u toj prigodi izražavala moć socijalističke države dok su radničke povorke služile kao dekoracija režimu. Unatoč svemu, 1. svibnja ostaje i danas svijetla tradicija međunarodnog radništva.

## Etimologija
U slobodnoj i neovisnoj Hrvatskoj prema Zakonu o blagdanima, spomendanima i neradnim danima u Republici Hrvatskoj izglasovanom u Saboru u travnju 1996. godine, službeni naziv ovoga praznika bio je Blagdan rada. Tako je ostalo do 2. studenoga 2001. godine, kada je izmjenama i dopunama spomenutoga zakona službeni naziv postao Praznik rada.
Prema Jezičnom savjetniku Instituta za hrvatski jezik, u hrvatskome standardnom jeziku imenice blagdan i praznik nemaju isto značenje. Imenicom blagdan označuje se dan posvećen vjerskomu događaju, a imenicom praznik označuje se dan kojim se obilježava događaj važan za zajednicu ili međunarodni dan posvećen čemu. Tako je 1. svibnja neradni praznik u Hrvatskoj.
U hrvatskome jeziku, uz Prvi svibanj, još je raširen i naziv iz prethodnog jugoslavenskog povijesnog razdoblja, Prvi maj.

## Vanjske poveznice
Ostali projekti
|  | Zajednički poslužitelj ima još gradiva o temi 1. svibnja |

Mrežna mjesta
- Prvi svibanj Hrvatska opća enciklopedija